# 鏈紋喉脂鯉
鏈紋喉脂鯉，為輻鰭魚綱脂鯉目脂鯉亞目上口脂鯉科的其中一個種，分布於南美洲奧里諾科河流域，體長可達9.4公分，棲息在植被生長茂盛的水域，生活習性不明。